# Shah Jahan III
Shah Jahan III hay Muhi-ul-millat là Hoàng đế Mogul trong một thời gian ngắn. Ông là con của Muhi-us-sunnat, con thứ của Muhammad Kam Baksh con út của Aurangzeb. Ông lên ngôi năm 1759 nhưng bị Wazir Ghazi-ud-din hạ bệ năm 1760.
Năm 1759, kinh đô Delhi bị người Maratha tấn công và cướp phá.